# 23801 Erikgustafson
23801 Erikgustafson là một tiểu hành tinh vành đai chính với chu kỳ quỹ đạo là 1386.0245985 ngày (3.79 năm).
Nó được phát hiện ngày 17 tháng 8 năm 1998.